# Rosalind, Alberta
Rosalind är en ort i Kanada.   Den ligger i provinsen Alberta, i den centrala delen av landet, 2 800 km väster om huvudstaden Ottawa. Rosalind ligger 715 meter över havet och antalet invånare är 190.
Terrängen runt Rosalind är platt. Runt Rosalind är det mycket glesbefolkat, med 2 invånare per kvadratkilometer.. Närmaste större samhälle är Daysland, 16,3 km nordost om Rosalind.
Trakten runt Rosalind består till största delen av jordbruksmark.